# 化學恐懼症
化學恐懼症（英語：chemophobia）是對化學物質或化學的厭惡或偏見。這種現象既歸因於對化學合成物潛在不利影響的合理擔憂，也歸因於對這些物質的非理性恐懼，因為人們對它們的潛在危害存在誤解，特別是某些合成化學品可能會增加個人的癌症風險。

## 定義
對化學恐懼症這個詞的正確使用有不同的看法。國際純化學和應用化學聯合會（IUPAC）將化學恐懼症定義為“對化學物質的非理性恐懼”。根據美國科學與健康委員會的說法，化學恐懼症是一種對合成物質的恐懼，這種恐懼源於“恐怖故事”和媒體普遍誇大其危險性的說法。
儘管被稱作“恐懼症”，但大多數專注於解決化學恐懼症的書面工作將其描述為非臨床厭惡或偏見，而不是標準醫學定義中的恐懼症。化學恐懼症通常通過化學教育和公共宣傳來解決，儘管事實上許多化學恐懼症本質上是經濟或政治原因。
米歇尔·弗兰克寫道：“我們是一種厭惡化學的文化。化學已成為人造、摻假、危險或有毒物質的代名詞。” 她將化學恐懼症描述為“更像是色盲而不是真正的恐懼症”，因為化學恐懼症對他們遇到的大多數化學物質都“視而不見”：宇宙中的每一種物質都是一種化學物質。弗兰克提出，這種誤解並非無害，正如地方法規在一個案例中所證明的那樣，儘管有記錄的牙齒脫落和營養不足的案例，但仍反對對公共用水進行氟化處理。在風險認知方面，對大多數人來說，自然化學物質比合成化學物質更安全。因此，人們害怕人造或“非自然”化學物質，而接受已知危險或有毒的自然化學物質。
致癌效力項目是美国国家环境保护局的分佈式結構可搜索毒性 (DSSTox) 數據庫網絡的一部分，一直在系統地測試自然和合成化學品的致癌性，並建立一個自1980年代以來公開的可用結果數據庫。正如執行該項目的科學家在1992年的《科學》雜誌上所稱，他們的工作試圖填補人們對所有自然和合成化學品致癌性的科學知識的空白：
對合成化學品的毒理學檢查，而沒有對自然產生化學品進行類似檢查，導致對化學致癌物的數據和認識不平衡。我們已經討論過的三點表明，應與自然和合成化學品進行比較。

1) 人類接觸到的大部分化學物質都是自然產生的。然而，公眾傾向於將化學物質視為只是合成的，並認為合成化學物質是有毒的，儘管事實上每種自然化學物質在一定劑量下也是有毒的。美國人每天平均接觸飲食中燒焦的物質約為2000毫克，接觸自然殺蟲劑（植物為保護自己而產生的化學物質）約為1500毫克。相比之下，所有合成農藥殘留的每日總接觸量合計約為0.09毫克。因此，我們估計人類攝入的農藥中有99.99%是自然的。儘管對自然化學物質的暴露量大得多，但在大鼠和小鼠中測試致癌性的化學物質中有79%（479種中的378種）是合成的（即不會自然產生）。

2) 人們經常錯誤地認為，人類已經進化出對我們飲食中的自然化學物質的防禦，但對合成化學物質的防禦還沒有。然而動物進化出的防禦系統大多是通用的，而不是針對特定化學物質的。此外防禦系統通常是可誘導的，因此對低劑量的合成和自然化學物質都有很好的保護作用。

3) 由於自然和合成化學品的毒理學相似，人們預計（並發現）合成化學品和自然化學品的致癌陽性率相似。在大鼠和小鼠中測試的化學物質的陽性率約為50%。因此，由於人類接觸的自然化學物質比合成化學物質多得多（按重量和數量計算），人類接觸到大量囓齒動物致癌物，正如對囓齒動物的高劑量試驗所定義的那樣。我們已經證明，儘管植物性食品中只有一小部分自然殺蟲劑經過測試，但在57種被測試的殺蟲劑中，有29種是囓齒動物致癌物，存在於50多種常見的植物性食品中。很可能超市裡幾乎所有的水果和蔬菜都含有囓齒動物致癌物的自然殺蟲劑。

## 原因和影響
化學教授皮埃爾·拉斯洛寫道，歷史上化學家經歷過來自廣大人群的化學恐懼症，並稱它既源於非理性觀念，也源於真正的擔憂（例如對化學戰和工業災難的擔憂）。戈登·格里布爾教授寫道，化學恐懼症的開始可以說是由於《寂靜的春天》，而隨後的事件，如時代海灘的污染和印度博帕爾的災難只會加劇這種情況。
這些事件導致“化學”一詞與非自然或人造以及危險的事物的概念之間產生關聯，並且出現了相反的情況，即商品以“不含化學物質”或“天然”的形式銷售，以避免這種關聯，這反過來又強化了“化學品”不自然和危險的誤解。化學工業已經開始使用生物技術而不是合成化學來製造用作調味劑或芳香劑的化學品，因為這些產品可以作為“天然”銷售。
根據美國科學與健康委員會的說法，化學恐懼症在美國公眾中是一種日益嚴重的現象，並且在普通公眾中已達到“流行”的程度。在理事會出版的一本書中，乔恩·安帝寫道，這部分是由於人們傾向於對所報告的體內或環境中存在化學物質表示警惕，即使這些化學物質存在於“微量”實際上是安全的。在其他地方，恩廷認為化學恐懼症與農業政策中的預防原則有關，這可能會危及世界養活不斷擴大的人口的能力。
在英國，Sense About Science製作了一份旨在對名人進行科學教育的傳單，其中說人類只攜帶少量的“化學包袱”，而正是由於分析化學的進步，我們才能完全檢測到這些痕跡。
菲力普·艾貝爾森認為，在實驗室實驗中，測試致癌潛力時給動物服用大劑量物質的做法，通過引發對這些物質對人類影響的不合理擔憂，導致公眾出現化學恐懼症。他認為這種測試所產生的“幻象危害”存在機會成本，因為它會分散人們對已知危害人類健康的注意力。